# Indosylvirana
Indosylvirana é um género de anfíbios da família Ranidae. Está distribuído por Índia, Sri Lanka, Bali, Tailândia, Malásia, Indonésia, Brunei.

## Espécies
- Indosylvirana aurantiaca (Boulenger, 1904)
- Indosylvirana caesari (Biju, Garg, Mahony, Wijayathilaka, Senevirathne, and Meegaskumbura, 2014)
- Indosylvirana doni (Biju, Garg, Mahony, Wijayathilaka, Senevirathne, and Meegaskumbura, 2014)
- Indosylvirana flavescens (Jerdon, 1853)
- Indosylvirana indica (Biju, Garg, Mahony, Wijayathilaka, Senevirathne, and Meegaskumbura, 2014)
- Indosylvirana intermedia (Rao, 1937)
- Indosylvirana magna (Biju, Garg, Mahony, Wijayathilaka, Senevirathne, and Meegaskumbura, 2014)
- Indosylvirana montana (Rao, 1922)
- Indosylvirana nicobariensis (Stoliczka, 1870)
- Indosylvirana serendipi (Biju, Garg, Mahony, Wijayathilaka, Senevirathne, and Meegaskumbura, 2014)
- Indosylvirana sreeni (Biju, Garg, Mahony, Wijayathilaka, Senevirathne, and Meegaskumbura, 2014)
- Indosylvirana temporalis (Günther, 1864)
- Indosylvirana urbis (Biju, Garg, Mahony, Wijayathilaka, Senevirathne, and Megaskumbura, 2014)